# جايمس سميث
جايمس سميث (بالإنجليزية: James Smith)‏، من مواليد 17 أكتوبر 1985 في ليفربول في إنجلترا، لاعب كرة قدم إنجليزي.
بدأ مسيرته الكروية مع نادي ليفربول في عام 2005، وفي عام 2007 أعير إلى نادي روس كونتي، ولعب معهم 8 مباريات.

## روابط خارجية
- جايمس سميث على موقع قاعدة بيانات كرة القدم.إي يو (الإنجليزية)
- جايمس سميث على موقع Soccerbase.com (لاعب) (الإنجليزية)